# Heike Koschyk
Heike Koschyk (* 1967 in New York) ist eine deutsche Schriftstellerin. Koschyk publiziert auch unter dem Pseudonym Sophie Bonnet.

## Leben
Heike Koschyk wuchs in Hamburg und Travemünde auf. 1986 begann sie ein Studium der Germanistik und Sinologie an der Ludwig-Maximilians-Universität in München und wechselte in die Modebranche, ohne das Studium zu beenden. Bevor Heike Koschyk mit dem Schreiben von Sachbüchern, Thrillern und Kriminalromanen begann, führte sie eine Modeagentur und arbeitete als Heilpraktikerin in ihrer eigenen Praxis.
Den Durchbruch schaffte Heike Koschyk unter dem Pseudonym „Sophie Bonnet“. Mit dem Krimi „Provenzalische Verwicklungen“ startete sie eine Reihe, in die sie sowohl ihre Liebe zur Provence als auch ihre Leidenschaft für die französische Küche einbezog. Der Roman kam auf die Spiegel-Bestsellerliste, ebenso wie die darauffolgenden Romane um Ermittler Pierre Durand.
Mit dem Kochbuch „Provenzalischer Genuss“ veröffentlichte sie 2018 eine Liebeserklärung an die Provence und ihre Küche. Begleitend schrieb sie kulinarisch inspirierte Artikel, unter anderem für die Gourmetzeitschrift Der Feinschmecker.
Im Jahr 2022 veröffentlichte Heike Koschyk eine Dilogie über die Familie Lagerfeld, die auf bislang unveröffentlichten Lebenserinnerungen, Briefen, Fotos und Geschäftsberichten von Karl Lagerfelds Vater Otto basiert.
Heike Koschyk lebt in Hamburg, ist verheiratet und hat zwei Kinder.
Sie ist Mitglied bei der Autorenvereinigung Syndikat und im Verein Mensa.

## Werke (Auswahl)
- Der Duft der Aphrodite. Roman. Fischer Verlag, Frankfurt am Main 2004, ISBN 978-3-596-16233-8
- Anthologie der 25 Nominierten zum Agatha-Christie-Krimipreis, 2008
- Hildegard von Bingen – Ein Leben im Licht. Biografie. Aufbau Verlag, Berlin 2009, ISBN 978-3-7466-2522-5
- Pergamentum. Roman. Verlag Rütten & Loening, Berlin 2011, ISBN 978-3-352-00772-9
- Die Alchemie der Nacht. Roman. Verlag Rütten & Loening, Berlin 2011, ISBN 978-3-352-00811-5
- Die Vierte Zeugin. Roman. Hrsg. gemeinsam mit Alf Leue. Aufbau Verlag, Berlin 2012, ISBN 978-3-7466-2879-0
- Das Glück unserer Zeit: Der Weg der Familie Lagerfeld. Goldmann, München 2022, ISBN 978-3-442-20632-2
- Das Glück unserer Zeit: Das Vermächtnis der Familie Lagerfeld. Goldmann, München 2022, ISBN 978-3-442-20633-9

### Als Sophie Bonnet
- Provenzalische Verwicklungen: Ein Fall für Pierre Durand (Die Pierre Durand Bände, Band 1). Blanvalet 2015, ISBN 978-3-7341-0162-5
- Provenzalische Geheimnisse: Ein Fall für Pierre Durand (Die Pierre Durand Bände, Band 2). Blanvalet 2016, ISBN 978-3-7341-0297-4
- Provenzalische Intrige: Ein Fall für Pierre Durand (Die Pierre Durand Bände, Band 3). Blanvalet 2017, ISBN 978-3-7341-0454-1
- Provenzalisches Feuer: Ein Fall für Pierre Durand (Die Pierre Durand Bände, Band 4). Blanvalet 2017, ISBN 978-3-7645-0613-1
- Provenzalische Schuld: Ein Fall für Pierre Durand (Die Pierre Durand Bände, Band 5). Blanvalet 2018, ISBN 978-3-7645-0644-5
- Provenzalischer Genuss: Die Lieblingsrezepte des Ermittlers Pierre Durand (Kochbuch).  Südwest 2018, ISBN 978-3-517-09636-0
- Provenzalischer Rosenkrieg: Ein Fall für Pierre Durand (Die Pierre Durand Bände, Band 6). Blanvalet 2019, ISBN 978-3-7645-0693-3
- Provenzalischer Stolz: Ein Fall für Pierre Durand (Die Pierre Durand Bände, Band 7). Blanvalet 2020, ISBN 978-3-7645-0721-3
- Provenzalischer Sturm: Ein Fall für Pierre Durand (Die Pierre Durand Bände, Band 8). Blanvalet 2021, ISBN 978-3-7645-0758-9
- Provenzalische Täuschung: Ein Fall für Pierre Durand (Die Pierre Durand Bände, Band 9). Blanvalet 2023, ISBN 978-3-7645-0792-3
- Provenzalische Flut: Ein Fall für Pierre Durand  (Die Pierre Durand Bände, Band 10). Blanvalet 2024, ISBN 978-3-7645-0849-4
- Provenzalisches Licht: Ein Fall für Pierre Durand  (Die Pierre Durand Bände, Band 11). Blanvalet 2025, ISBN 978-3-7645-0888-3

## Preise und Auszeichnungen
- 2008: Agatha-Christie-Krimipreis
- 2012: Nominiert für den Sir-Walter-Scott-Preis 2012